# Collet Llis
El Collet Llis és una collada situada a 688,1 metres d'altitud, en el terme municipal de Sant Quirze Safaja, a la comarca del del Moianès.
Està situat a l'extrem de ponent del terme, en el vessant nord-oriental de la Serra de les Vinyes. És al sud-est de la masia de Pregona, al nord del Sot de la Font del Boix i al sud-oest de la Pineda, a l'esquerra del torrent de les Vinyes.